# マイク・クレスニック
マイケル・クレスニック（Michael "Mike" Krsnich、1931年9月24日 - 2011年4月30日）は、アメリカ合衆国ウィスコンシン州出身のプロ野球選手（内野手）。
NPB時代の登録名はクレス。

## 経歴
ユーゴスラビア系アメリカ人。
1950年にMLBのフィラデルフィア・フィリーズと契約、三塁手としてプロ入りした。翌1951年にミルウォーキー・ブレーブスへ移籍するが、三塁には主砲のエディ・マシューズがいたため、メジャーへ昇格したのは1960年と1962年の2年のみだった。
1963年6月に自費で来日し、大洋ホエールズの入団テストを受けて合格した。しかしクレスニックがミルウォーキー・ブレーブスに無断で来日していたため保有権のあったブレーブスからクレームがつき、改めてクレスニックとブレーブスが交渉した結果500ドルの金銭トレードで大洋への移籍が決まった。入団後すぐに主軸として出場、規定打席未満ながら打率.306、13本塁打と活躍した。翌1964年は打率は.266に下がったが、当時の球団記録である36本塁打（1999年にロバート・ローズが37本で更新）を放った。また、リーグでも55本塁打を記録した王貞治に次ぐ2位である。
1966年春にジョー・スタンカが大洋入りしたことに伴い、近鉄バファローズに移籍。同年は中軸を打ち、チームトップの打率.277（リーグ10位）の成績を残す。しかし、翌1967年に監督に就任した小玉明利との関係がうまくいかず、春季キャンプのために来日するも、命令に従わなかったとして二軍に落とされたため、自身の希望で退団した。
敬虔なクリスチャンだったクレスニックはそのまま日本に残り、教会の仕事を手伝っていたが、同年途中で阪神タイガースに入団し、現役に復帰。この年9月2日の巨人戦では2回に先制3ラン、延長11回には決勝本塁打の1試合2本塁打を放って勝利に貢献している。結局1967年は打率.215、5本塁打を記録したのみで、シーズン終了後に退団した。
帰国後、1969年にリーガ・メヒカーナ・デ・ベイスボルで現役復帰して14試合に出場し、同年限りで現役を引退。
引退後は鉄道関係の輸送会社に勤務したのち、モンタナ州やアリゾナ州で金の採掘を手掛けた。堅実な生活ぶりで経済的にはゆとりがあったという。
2011年4月30日にネバダ州クラーク郡メスキートで死去。満79歳没。

## 人物・エピソード
非常に熱心なクリスチャンであり、遠征先でも礼拝を欠かさなかった。生涯独身だったがたいへんな子供好きで、日本では子供に会うと必ず話しかけ、優しく接していたという。
1987年3月、野球留学のためチームの若手選手を引率して渡米していた大洋時代の通訳である牛込惟浩と再会。翌1988年3月にはクレスニックと牛込の友情がモンタナ・スタンダード紙の一面で紹介された。

## 詳細情報

### 年度別打撃成績
| 年 度    | 球 団    | 試 合 | 打 席 | 打 数 | 得 点 | 安 打 | 二 塁 打 | 三 塁 打 | 本 塁 打 | 塁 打 | 打 点 | 盗 塁 | 盗 塁 死 | 犠 打 | 犠 飛 | 四 球 | 敬 遠 | 死 球 | 三 振 | 併 殺 打 | 打 率 | 出 塁 率 | 長 打 率 | O P S |
| -------- | -------- | ----- | ----- | ----- | ----- | ----- | -------- | -------- | -------- | ----- | ----- | ----- | -------- | ----- | ----- | ----- | ----- | ----- | ----- | -------- | ----- | -------- | -------- | ----- |
| 1960     | MLN      | 4     | 9     | 9     | 0     | 3     | 1        | 0        | 0        | 4     | 2     | 0     | 0        | 0     | 0     | 0     | 0     | 0     | 0     | 1        | .333  | .333     | .444     | .778  |
| 1962     | MLN      | 11    | 12    | 12    | 0     | 1     | 1        | 0        | 0        | 2     | 2     | 0     | 0        | 0     | 0     | 0     | 0     | 0     | 4     | 1        | .083  | .083     | .167     | .250  |
| 1963     | 大洋     | 74    | 300   | 278   | 38    | 85    | 19       | 0        | 13       | 143   | 47    | 2     | 4        | 0     | 1     | 19    | 3     | 2     | 31    | 9        | .306  | .353     | .514     | .868  |
| 1964     | 大洋     | 139   | 563   | 511   | 83    | 136   | 18       | 0        | 36       | 262   | 89    | 1     | 3        | 3     | 3     | 40    | 4     | 6     | 73    | 16       | .266  | .325     | .513     | .838  |
| 1965     | 大洋     | 127   | 416   | 358   | 43    | 85    | 15       | 2        | 19       | 161   | 65    | 5     | 1        | 1     | 5     | 49    | 4     | 3     | 69    | 10       | .237  | .330     | .450     | .780  |
| 1966     | 近鉄     | 123   | 423   | 393   | 41    | 109   | 23       | 0        | 17       | 183   | 47    | 4     | 1        | 1     | 3     | 25    | 3     | 1     | 79    | 8        | .277  | .320     | .466     | .786  |
| 1967     | 阪神     | 43    | 148   | 135   | 14    | 29    | 2        | 0        | 5        | 46    | 17    | 1     | 0        | 0     | 1     | 8     | 0     | 4     | 22    | 5        | .215  | .277     | .341     | .618  |
| MLB：2年 | MLB：2年 | 15    | 21    | 21    | 0     | 4     | 2        | 0        | 0        | 6     | 4     | 0     | 0        | 0     | 0     | 0     | 0     | 0     | 4     | 2        | .190  | .190     | .286     | .476  |
| NPB：5年 | NPB：5年 | 506   | 1850  | 1675  | 219   | 444   | 77       | 2        | 90       | 795   | 265   | 13    | 9        | 5     | 13    | 141   | 14    | 16    | 274   | 48       | .265  | .326     | .475     | .800  |

### 記録
NPB初記録
- 初出場・初先発出場：1963年7月16日、対広島カープ11回戦（川崎球場）、2番・遊撃手で先発出場
- 初安打・初打点：同上、3回裏に大石清から右中間適時二塁打
- 初本塁打：1963年7月28日、対国鉄スワローズ15回戦（川崎球場）、1回裏に金田正一から左越先頭打者本塁打

NPBその他の記録
- オールスターゲーム出場：1回 （1964年）

### 背番号
- 42 （1960年）
- 39 （1962年）
- 67 （1963年）
- 5 （1964年 - 1965年）
- 28 （1966年）
- 3 （1967年）